# زيد صالح الفقيه
زيد صالح الفقيه كاتب قصص قصيرة وصحفي وكاتب مقالات يمني. ولد في قرية في محافظة إب في عام 1964 ودرس اللغة العربية في جامعة صنعاء ثم تابع دراسته في جامعة ذمار. كان يعمل في وزارة الثقافة اليمنية ليصبح مدير إدارة الصحافة والاتصال ثم عين وكيلا للهيئة العامة اليمنية للكتاب. قام بنشر عدد من المجموعات القصصية من ضمنهم أوتار لأوردة الغبار وقنوط. الأمين العام لنادي القصة اليمني.
ترجمت أعمال الفقيه إلى اللغة الإنكليزية وواحدة من قصصه القصيرة المحجبات أختيرت ضمن مختارات من القصص القصيرة الحديثة من الخليج العربي. كما انه تم ترجمتها إلى الإيطالية.